# Tolleshunt D'Arcy
Tolleshunt D'Arcy è un villaggio e parrocchia civile dell'Inghilterra, appartenente alla contea dell'Essex.